# Càmera oculta

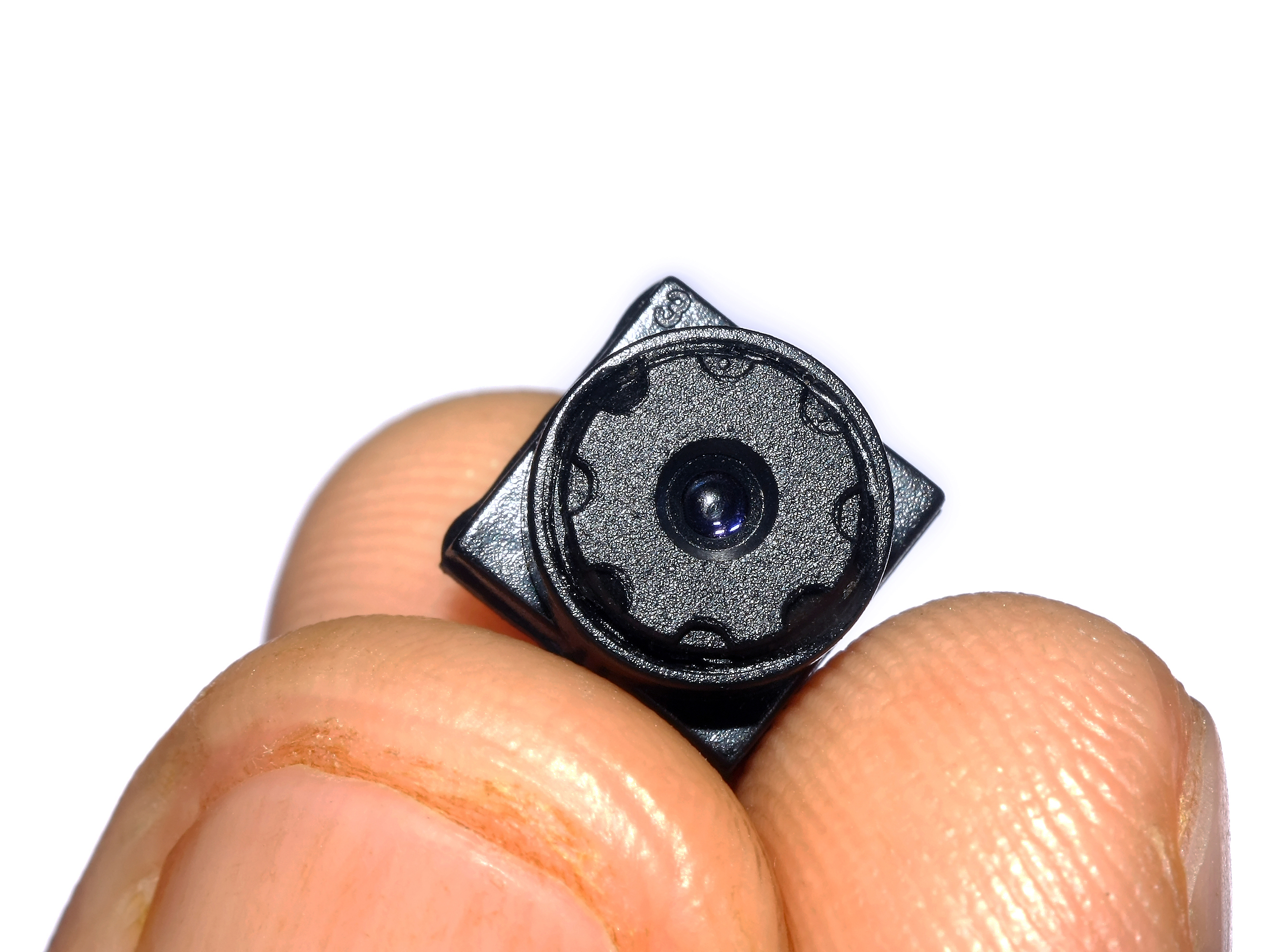
Càmera oculta

Una càmera oculta o càmera espia, és una càmera de fotos o de vídeo que serveix per filmar les persones sense el seu coneixement. La càmera està oculta, ja que, o bé no és visible per al subjecte que està filmat, o és camuflada amb la forma d'un altre objecte. Les càmeres ocultes s'han fet populars per a la vigilància de la llar, i pot ser incorporades en objectes domèstics comuns, tals com a detectors de fum, despertadors, plantes o telèfons mòbils. Les càmeres ocultes també poden ser utilitzades comercialment o industrialment com a càmeres de seguretat.

## Descripció
Una càmera espia oculta pot tenir cables o ser sense fil. En el primer cas estarà connectada a un televisor, una videograbadora o a una gravadora de vídeo digital (DVR), mentre que una càmera oculta sense fil pot utilitzar-se per transmetre un senyal de video a un receptor dins d'un radi petit (fins a uns pocs centenars de metres). Com a conseqüència de l'àmplia proliferació i reducció de costos dels dispositius electrònics, les càmeres ocultes estan trobant cada vegada aplicacions més àmplies.

## Mainaderes
Un ús freqüent encara que controvertit de la càmera oculta és el d'espiar a les mainaderes durant la cura dels nens. Per exemple, un cas als Estats Units en el qual una mainadera suposadament va ser gravada sacsejant violentament a un bebè no va ser acceptat com a prova (però a causa de qüestions relacionades amb la qualitat de vídeo, no a la legalitat)

## Càmeres en miniatura
Càmeres fotogràfiques en miniatura han estat utilitzades per fer fotografies subreptícies, usant pel·lícules de 8 × 11 mm. En particular, s'han usat càmeres Minox per fotografiar documents clandestinament en casos d'espionatge. Avui dia, les càmeres espia poden ser comprades per qualsevol persona a preus tan baixos com 6 dòlars, i aquestes càmeres modernes poden ser tan petites com un clauer i gravar vídeos en alta resolució.

## En televisió i pel·lícules
La càmera oculta és un gènere televisiu (usat ocasionalment en alguna pel·lícula) que consisteix a gastar bromes a una persona o grup de persones, a la qual se li col·loca enmig d'alguna situació estrambòtica per gravar les seves reaccions amb una càmera amagada.

### Als Estats Units
Un dels primers i més reeixits exemples de càmera oculta van ser els curtmetratges de Candid Microphone en els anys 1940.
| Programa                                                    | Cadena             | Anys d'emissió                             | Nombre d'episodis |
| ----------------------------------------------------------- | ------------------ | ------------------------------------------ | ----------------- |
| $25 Million Dollar Hoax                                     | NBC                | 2004                                       | 3                 |
| Animal Kidding                                              | Animal Planet      | 2003                                       | 16                |
| Balls of Steel                                              | Channel 4          | 2005                                       |                   |
| Boiling Points                                              | MTV                | 2003-2005                                  |                   |
| Breaking Up with Shannen Doherty                            | Oxygen             | 2006                                       | 14                |
| Burned                                                      | MTV                | 2003                                       | 30                |
| Buzzkill                                                    | MTV                | 1995                                       |                   |
| Candid Camera                                               | ABC/NBC/CBS/PAX    | 1948-1954, 1960-1967, 1987-1988, 1996-2004 | 1,000+            |
| Celebrity Undercover                                        | MTV                |                                            | 20                |
| Cheaters                                                    |                    |                                            |                   |
| Crossballs: The Debate Show                                 | Comedy Central     |                                            |                   |
| Da Ali G Show                                               | Channel 4          |                                            |                   |
| Damage Control                                              | MTV                | 2005                                       | 16                |
| Dirty Sexy Funny: Olivia Lee                                | Comedy Central UK  |                                            | 8                 |
| Faking the Video                                            | MTV                | 2004                                       | 7                 |
| Fire Me...Please                                            | CBS                | 2005                                       | 4                 |
| Funny Business                                              |                    |                                            |                   |
| Girls Behaving Badly                                        | Oxygen             | 2002-2007                                  | 72                |
| Guys Behaving Badly                                         | Oxygen             | 2005                                       | 5                 |
| Hi-Jinks                                                    | NIK                | 2005                                       |                   |
| Hidden Howie: The Private Life of a Public Nuisance         | BRAVO              | 2005                                       | 6                 |
| Impractical Jokers                                          | truTV              | 2011                                       | 53                |
| Infarto                                                     | Azteca América     | 2005                                       |                   |
| Instant Recall                                              | GSN                | 2010                                       | 8                 |
| Invasion of the Hidden Cameras (When Hidden Cameras Attack) | FOX                |                                            | 12                |
| Jamie Kennedy Experiment                                    | WB                 | 2003                                       |                   |
| Just For Laughs                                             |                    | 2000                                       |                   |
| Just Kidding                                                |                    | 2012                                       |                   |
| Kids Behaving Badly                                         | Oxygen             | 2005                                       | 10                |
| Laugh Out Loud                                              | M-Net              |                                            |                   |
| Meet the Marks                                              | FOX                | 2002                                       | 7                 |
| MotorMouth                                                  | VH1                |                                            |                   |
| My Big Fat Obnoxious Boss                                   |                    |                                            |                   |
| My Big Fat Obnoxious Fiancé                                 |                    |                                            |                   |
| Naked Camera                                                | RTÉ Two            | 2005-2007                                  | 18                |
| Oblivious                                                   |                    |                                            |                   |
| People Traps                                                | Animal Planet      | 2002                                       | 1                 |
| Peter Jacobsen Plugged In                                   |                    |                                            |                   |
| Punk'd                                                      | MTV                | 2003-2007, 2012                            | 67                |
| Que Locura                                                  | Venevisión         | 2001                                       |                   |
| ROOM 401                                                    | MTV                | 2007                                       |                   |
| The Real Wedding Crashers                                   | NBC                | 2007                                       | 6                 |
| Really Naked Truth                                          | Playboy            |                                            | 22                |
| Red Handed                                                  | UPN                | 1999                                       |                   |
| Scare Tactics                                               | Syfy               | 2003                                       |                   |
| Show Me the Funny                                           | FOX                | 1998                                       | 155               |
| Skunked TV                                                  | NBC                | 2004                                       | 13                |
| Sledgehammer                                                | VH1                | 2001                                       | 5                 |
| Spy TV                                                      | NBC                | 2001                                       | 27                |
| Taxicab Confessions                                         | HBO                | 1995                                       |                   |
| That's Funny                                                |                    | 2004                                       | 80                |
| Totally Hidden Extreme Magic                                | NBC                |                                            | 2                 |
| Totally Busted                                              | PlayboyTV          | 2003                                       |                   |
| Totally Hidden Video                                        | FOX                | 1989                                       |                   |
| Tourist Traps                                               |                    | 2001                                       | 6                 |
| Trapped in TV Guide                                         | TVG                | 2006                                       |                   |
| Trigger Happy TV                                            |                    | UK 2000 / US 2003                          | 13                |
| TV's Bloopers and Practical Jokes                           |                    |                                            |                   |
| Ultimate Revenge                                            | TNN/SPIKE          | 2001                                       | 26                |
| Videomatch                                                  | Telefé (Argentina) | 1991 - 2004                                |                   |
| What Would You Do?                                          | ABC                | since 2009                                 |                   |
| World Shut Your Mouth                                       | BBC                | 2005                                       | 7                 |
| Wow Mali / Wow Mali Pa Rin!                                 | TV5                | since 1996                                 |                   |
| You're On!                                                  | Nickelodeon        | 1998                                       |                   |
| You've Got a Friend (My New Best Friend)                    | MTV                | 2004                                       | 8                 |

### Espanya i Andorra
A Espanya, un dels primers i més coneguts programes de càmera oculta va ser Objetivo indiscreto, que es va començar a emetre en TVE en 1965 És també recordada la Gala Inocente, Inocente, emesa per primera vegada el dia dels innocents de 1995, en la qual es gasten bromes a personatges famosos i es recapta diners per a causes solidàries.
A Astúries, TPA va començar a emetre al 2007 el programa La risa floja. A Galícia, TVG va estrenar l'any 2007 el programa Arre Demo, que es va emetre en català a TV3 entre 2008 i 2009.
El programa Just for Laughs es va emetre a la majoria de canals de la FORTA: a partir del 2006, a IB3 Televisió, TV3, Aragón TV, CMT (on encara s'emet), ETB 1, ETB 2, ETB 4, Telemadrid i TV Canaria.
Entre el 2004 i el 2010, Canal 9 emetia els esquetxos de Just for Laughs sota el nom Tot per Riure, amb capçalera en valencià.
La televisió experimental intermitent andorrana, Tele-Fira Andorra, en l'edició de 1989, que es va emetre entre el 20 i el 30 d'octubre, va emetre el programa Càmera Amagada, produït a Andorra.